# Theodor Beskow
Johan Bernhard Theodor Beskow, född den 3 januari 1835 i Stockholm, död där den 13 september 1912, var en svensk hov- och arkivman. Han var brorson till Bernhard von Beskow och farfar till Sten Beskow.
Beskow blev student vid Uppsala universitet 1854 och avlade kansliexamen där 1857. Han blev underlöjtnant vid Livregementets dragonkår 1859 och löjtnant där 1866. Beskow blev kammarherre 1868 och beviljades avsked från regementet 1869. Han blev extra ordinarie amanuens i Riksarkivet 1880. Beskow blev riddare av Vasaorden 1901. Han vilar på Solna kyrkogård.